# 내각부 특명담당대신 (금융 담당)
내각부 특명담당대신(금융 담당)[일본어: 内閣府特命担当大臣(金融担当) 나이카쿠후토쿠메이탄토다이진 긴유탄토[*]]는 일본의 국무대신으로, 내각부 특명담당대신 중 하나이다. 금융 담당 장관과 통칭된다.

## 역할
- 일본 내각부에 놓인 내각부 특명담당대신의 하나이다. 주로 금융 행정을 소관하는 국무 대신이다. 내각부에서 금융 행정을 담당하는 조직으로서 금융청과 금융 위기 대응 회의 등이 있으며, 내각부 특명담당대신(금융 담당)은 이러한 조직을 담당한다.

## 역대 내각
| 대                             | 이름                 | 이름                 | 내각                 | 내각                          | 취임일                       | 퇴임일           | 정당           | 비고           |
| 금융 담당 장관                 | 금융 담당 장관       | 금융 담당 장관       | 금융 담당 장관       | 금융 담당 장관                | 금융 담당 장관               | 금융 담당 장관   | 금융 담당 장관 | 금융 담당 장관 |
| ------------------------------ | -------------------- | -------------------- | -------------------- | ----------------------------- | ---------------------------- | ---------------- | -------------- | -------------- |
| 1                              |                      | 야나기사와 하쿠오    | 제2차 모리 내각      | 개조 내각 (중앙 성청 개편 후) | 2001년 1월 6일               | 2001년 4월 26일  | 자유민주당     |                |
| 2                              | 제1차 고이즈미 내각  | 제1차 고이즈미 내각  | 2001년 4월 26일      | 2002년 9월 30일               | 연임                         |                  | 자유민주당     |                |
| 3                              |                      | 다케나카 헤이조      |                      | 제1차 개조 내각               | 2002년 9월 3일               | 2003년 9월 22일  | 민간           |                |
| 내각부 특명담당대신(금융 담당) |                      |                      |                      |                               |                              |                  |                |                |
| 1                              |                      | 다케나카 헤이조      | 제1차 고이즈미 내각  | 제2차 개조 내각               | 2003년 9월 22일              | 2003년 11월 19일 | 민간           |                |
| 2                              | 제2차 고이즈미 내각  | 제2차 고이즈미 내각  | 2003년 11월 19일     | 2004년 9월 27일               | 민간→자유민주당(2004년7월～) | 연임             |                |                |
| 3                              |                      | 이토 다쓰야          |                      | 개조 내각                     | 2004년 9월 27일              | 2005년 9월 21일  | 자유민주당     |                |
| 4                              | 제3차 고이즈미 내각  | 제3차 고이즈미 내각  | 2005년 9월 21일      | 2005년 10월 31일              | 연임                         |                  | 자유민주당     |                |
| 5                              |                      | 요사노 가오루        |                      | 개조 내각                     | 2005년 10월 31일             | 2006년 9월 26일  | 자유민주당     |                |
| 6                              |                      | 야마모토 유지        | 제1차 아베 신조 내각 | 제1차 아베 신조 내각          | 2006년 9월 26일              | 2007년 8월 27일  | 자유민주당     |                |
| 7                              |                      | 와타나베 요시미      |                      | 개조 내각                     | 2007년 8월 27일              | 2007년 9월 26일  | 자유민주당     |                |
| 8                              | 후쿠다 야스오 내각   | 후쿠다 야스오 내각   | 2007년 9월 26일      | 2008년 8월 2일                | 연임                         |                  | 자유민주당     |                |
| 9                              |                      | 모테기 도시미쓰      |                      | 개조 내각                     | 2008년 8월 2일               | 2008년 9월 24일  | 자유민주당     |                |
| 10                             |                      | 나카가와 쇼이치      | 아소 내각            | 아소 내각                     | 2008년 9월 24일              | 2009년 2월 17일  | 자유민주당     |                |
| 11                             |                      | 요사노 가오루        | 아소 내각            | 아소 내각                     | 2009년 2월 17일              | 2009년 9월 16일  | 자유민주당     |                |
| 12                             |                      | 가메이 시즈카        | 하토야마 유키오 내각 | 하토야마 유키오 내각          | 2009년 9월 16일              | 2010년 6월 8일   | 국민신당       |                |
| 13                             | 간 내각              | 간 내각              | 2010년 6월 8일       | 2010년 6월 11일               | 연임                         |                  | 국민신당       |                |
| ‐                              | 간 내각              | 간 내각              |                      | (센고쿠 요시토)               | 2010년 6월 11일              | 2010년 6월 11일  | 민주당         | 사무 대리      |
| 14                             | 간 내각              | 간 내각              |                      | 지미 쇼자부로                 | 2010년 6월 11일              | 2011년 9월 2일   | 국민신당       |                |
| 14                             |                      | 제1차 개조 내각      | 유임                 | 지미 쇼자부로                 | 2010년 6월 11일              | 2011년 9월 2일   | 국민신당       |                |
| 14                             |                      | 제2차 개조 내각      | 유임                 | 지미 쇼자부로                 | 2010년 6월 11일              | 2011년 9월 2일   | 국민신당       |                |
| 15                             | 노다 내각            | 노다 내각            | 2011년 9월 2일       | 지미 쇼자부로                 | 2012년 6월 4일               | 연임             | 국민신당       |                |
| 15                             |                      | 제1차 개조           | 2011년 9월 2일       | 지미 쇼자부로                 | 2012년 6월 4일               | 유임             | 국민신당       |                |
| 16                             |                      | 마쓰시타 다다히로    |                      | 제2차 개조                    | 2012년 6월 4일               | 2012년 9월 10일  | 국민신당       |                |
| ‐                              |                      | (아즈미 준)          |                      | 제2차 개조                    | 2012년 9월 10일              | 2012년 10월 1일  | 민주당         | 사무 대리      |
| 17                             |                      | 나카쓰카 잇코        |                      | 제3차 개조                    | 2012년 10월 1일              | 2012년 12월 26일 | 민주당         |                |
| 18                             |                      | 아소 다로            | 제2차 아베 신조 내각 | 제2차 아베 신조 내각          | 2012년 12월 26일             | 2014년 9월 3일   | 자유민주당     |                |
| 18                             |                      | 아소 다로            | 개조 내각            | 2014년 9월 3일                | 2014년 12월 24일             | 유임             | 자유민주당     |                |
| 19                             | 제3차 아베 신조 내각 | 제3차 아베 신조 내각 | 2014년 12월 24일     | 2015년 10월 7일               | 연임                         |                  | 자유민주당     |                |
| 19                             |                      | 아소 다로            | 제1차 개조 내각      | 2015년 10월 7일               | 2016년 8월 3일               | 유임             | 자유민주당     |                |
| 19                             |                      | 아소 다로            | 제2차 개조 내각      | 2016년 8월 3일                | 2017년 8월 3일               | 유임             | 자유민주당     |                |
| 19                             |                      | 아소 다로            | 제3차 개조 내각      | 2017년 8월 3일                | 2017년 11월 1일              | 유임             | 자유민주당     |                |
| 20                             | 제4차 아베 신조 내각 | 제4차 아베 신조 내각 | 2017년 11월 1일      | 2018년 10월 2일               | 연임                         |                  | 자유민주당     |                |
| 20                             |                      | 아소 다로            | 제1차 개조 내각      | 2018년 10월 2일               | 2019년 9월 11일              | 유임             | 자유민주당     |                |
| 20                             |                      | 아소 다로            | 제2차 개조 내각      | 2019년 9월 11일               | 2020년 9월 16일              | 유임             | 자유민주당     |                |
| 21                             | 스가 내각            | 스가 내각            | 2020년 9월 16일      | 2021년 10월 4일               | 연임                         |                  | 자유민주당     |                |
| 22                             |                      | 스즈키 슌이치        | 제1차 기시다 내각    | 제1차 기시다 내각             | 2021년 10월 4일              | 2021년 11월 10일 | 자유민주당     |                |
| 23                             | 제2차 기시다 내각    | 제2차 기시다 내각    | 2021년 11월 10일     | 현직                          | 연임                         |                  | 자유민주당     |                |